# Royal C. Taft
Royal Chapin Taft, född 14 februari 1823, död 4 juni 1912, var en amerikansk politiker och affärsman, vars främsta ämbete var som guvernör i Rhode Island, vilket han var från 1888 till 1889.

## Familj och yrkeskarriär
Taft föddes i Northbridge, Massachusetts. Han var medlem av den framstående politikerfamiljen Taft och delade farfars farfars farfar med USA:s president William Howard Taft. Hans föräldrar var Orsmus Taft och Margaret (född Smith) Taft. Den 31 oktober 1850 gifte han sig med Mary Frances Aimington.
Taft läste på äldre år vid Worcester Academy, där han tog examen 1872.
Han var direktör för Merchants' National Bank från 1868.
Taft var även direktör för Boston & Providence Railroad och New York, New Haven, and Hartford Railroad (som tog över Boston & Providence 1893).

## Politisk karriär
Taft var medlem av Republikanerna. Han var ledamot av Rhode Islands representanthus från 1880 till 1884 innan han blev guvernör. Han efterträdde demokraten John W. Davis som guvernör den 29 maj 1888 och satt som guvernör i ett år. Den 28 maj 1889 efterträddes han av sin partikamrat Herbert W. Ladd.

## Senare år
Taft avled den 4 juni 1912 och begravdes på Swan Point Cemetery i Providence.

## Eftermäle
Taft var konstmecenat med en stor privat samling. Delar av hans samling tillhör numera olika institutioner såsom Rhode Island School of Design.
Taft Hall vid University of Rhode Island har fått namn efter honom, liksom Royal C. Taft Outpatient Building (byggd 1891) vid Rhode Island Hospital i Providence.